# Insomniac Games
Компанія Insomniac Games, Inc. — американський розробник відеоігор, корпоративна штаб-квартира якого знаходиться Бербанк, штат Каліфорнія. Вона була заснована в 1994 році Тедом Прайсом як Xtreme Software, а через рік була перейменована в Insomniac Games. Компанія є найвідомішою за розробку декількох ранніх талісманів PlayStation: Spyro Dragon, Ratchet (Ratchet & Clank) і Clank (Ratchet & Clank), а також франшизи Resistance (серія відеоігр), Sunset Overdrive 2014 і гри Людина-павук 2018 року.
Першим проектом компанії була Disruptor, для першої консолі PlayStation, чиї слабкі продажі майже призвели до банкрутства компанії. Наступним проектом компанії Insomniac став Spyro the Dragon, успішна відеоігра. Протягом двох років ,було випущено два продовження. Insomniac тісно співпрацював із Sony Computer Entertainment і створив дві ігрові франшизи, Ratchet & Clank та Resistance. Дві франшизи виявилися як критичними, так і фінансово успішними для розробників. Компанія також почне роботу над своєю першою мультиплатформенною грою Fuse у 2013 році (з Electronic Arts як її видавцем), але гра, на жаль, виявилася однією з найгірших у історії Insomniac. 
З 2014 року Insomniac активно розширює свій асортимент ігор. Компанія співпрацювала з Microsoft Studios для розробки Sunset Overdrive 2014, яка спільно з GameTrust випустила підводну гру під назвою Song of the Deep та декілька проектів: мобільні ігри та ігри з віртуальною реальностю, а також представила нове уявлення про перший «Ratchet & Clank». Компанія працювала над своїм першим ліцензованим найменуванням - "Spider-Man" Marvel для PlayStation 4, випущеним 7 вересня 2018 року.
Протягом багатьох років Insomniac Games отримала значне визнання від критиків як відомий розробник відеоігор. IGN вона була названа однією із двадцяти кращих розробників і одним з кращих місць для роботи в Society for Human Resource Management.
У серпні 2019 року стає відомо, що компанія Sony повністю придбала Insomniac Games за нерозкриту суму.

## Список розроблених ігор
| Назва                                        | Рік  | Платформа                        | Оцінка Metacritic |
| -------------------------------------------- | ---- | -------------------------------- | ----------------- |
| Disruptor                                    | 1996 | PlayStation                      | N/A               |
| Spyro the Dragon                             | 1998 | PlayStation                      | N/A               |
| Spyro 2: Gateway to Glimmer                  | 1999 | PlayStation                      | N/A               |
| Spyro: Year of the Dragon                    | 2000 | PlayStation                      | 91/100            |
| Ratchet & Clank                              | 2002 | PlayStation 2                    | 88/100            |
| Ratchet & Clank: Going Commando              | 2003 | PlayStation 2                    | 90/100            |
| Ratchet & Clank: Up Your Arsenal             | 2004 | PlayStation 2                    | 91/100            |
| Ratchet: Deadlocked                          | 2005 | PlayStation 2                    | 81/100            |
| Resistance: Fall of Man                      | 2006 | PlayStation 3                    | 86/100            |
| Ratchet & Clank Future: Tools of Destruction | 2007 | PlayStation 3                    | 89/100            |
| Ratchet & Clank Future: Quest for Booty      | 2008 | PlayStation 3                    | 79/100            |
| Resistance 2                                 | 2008 | PlayStation 3                    | 87/100            |
| Ratchet & Clank Future: A Crack in Time      | 2009 | PlayStation 3                    | 87/100            |
| Resistance 3                                 | 2011 | PlayStation 3                    | 83/100            |
| Ratchet & Clank: All 4 One                   | 2011 | PlayStation 3                    | 70/100            |
| Ratchet & Clank: Q-Force                     | 2012 | PlayStation 3                    | 64/100            |
| Fuse                                         | 2013 | PlayStation 3, Xbox 360          | 63/100 62/100     |
| Ratchet & Clank: Nexus                       | 2013 | PlayStation 3                    | 76/100            |
| Sunset Overdrive                             | 2014 | Xbox One, Windows                | 81/100            |
| Ratchet & Clank                              | 2016 | PlayStation 4                    | 85/100            |
| Edge of Nowhere                              | 2016 | Windows (Oculus Rift)            | 71/100            |
| Song of the Deep                             | 2016 | PlayStation 4, Windows, Xbox One | 69/100            |
| Marvel's Spider-Man                          | 2018 | PlayStation 4, PlayStation 5     | 87/100            |
| Stormland                                    | 2019 | Windows                          |                   |
| Marvel's Spider-Man: Miles Morales           | 2020 | PlayStation 4, PlayStation 5     |                   |
| Ratchet & Clank: Rift Apart                  | 2021 | PlayStation 5                    |                   |
| Marvel's Spider-Man 2                        | 2023 | PlayStation 5                    |                   |
| Marvel's Wolverine                           |      | PlayStation 5                    |                   |

## Ключові фігури
- Тед Прайс (Президент)
- Алекс Хастингс (Chief Technology Officer)
- Брайан Хастингс (Chief Creative Officer)
- Джон Фіорито (Chief Operating Officer)
- Ренсом Уайт (Chief Financial Officer)
- Чед Дезерн (North Carolina Studio Director)